# Antinoo Capitolino
L'Antinoo Capitolino è una statua in marmo che rappresenta un giovane nudo maschile.

## Storia e descrizione
Trovata a Villa Adriana a Tivoli durante il periodo in cui il conte Giuseppe Fede - nobile collezionista ed archeologo - stava intraprendendo i primi scavi concertati del sito. Acquistata inizialmente dal cardinale Alessandro Albani, mecenate d'arte tra i maggiori del periodo, sembra esser stata per i contemporanei l'autentica attrazione della sua collezione.

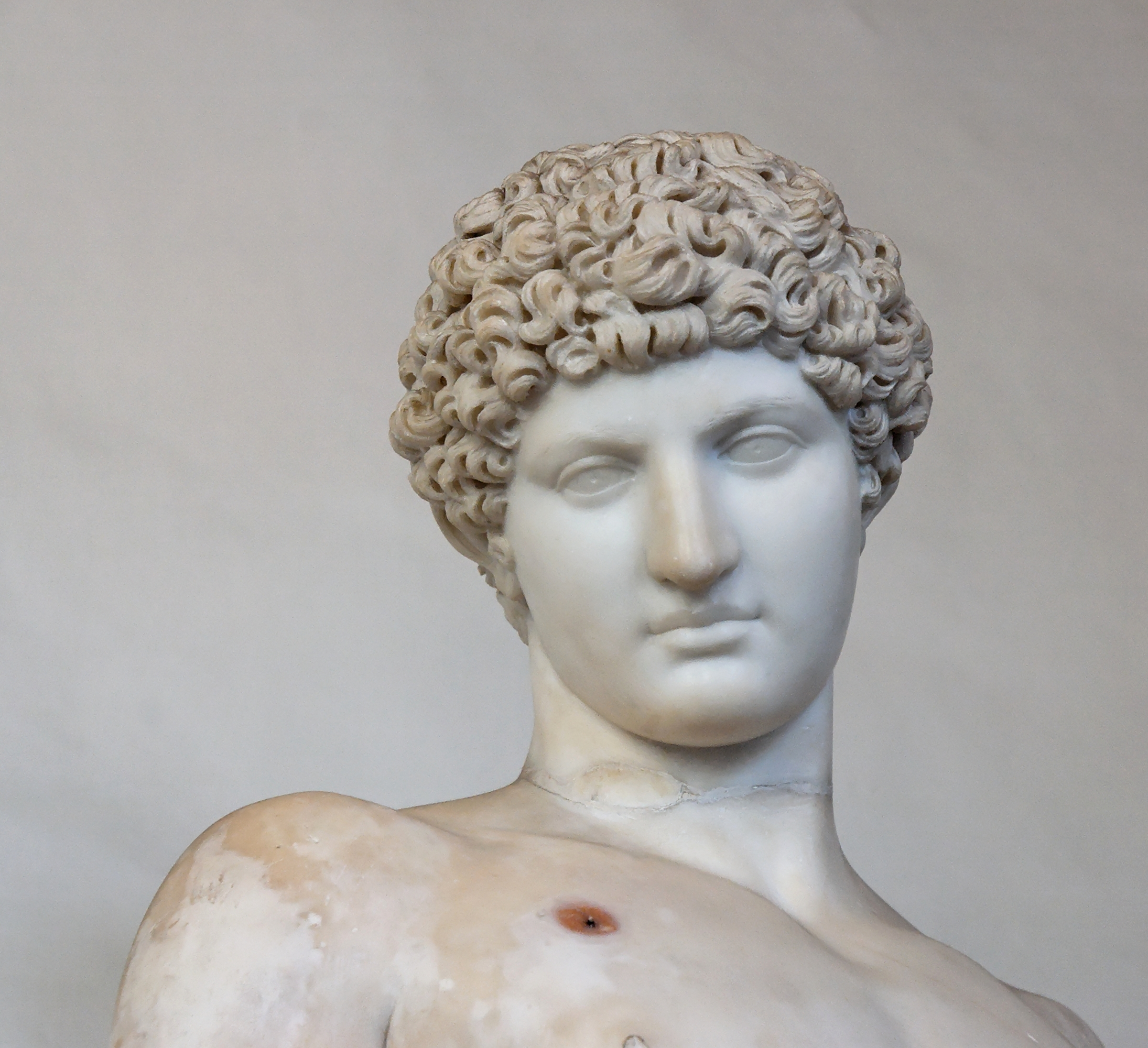
Primo piano del volto.

Nel 1733 la statua viene acquisita da papa Clemente XII, andando così a formare il nucleo dei Musei Capitolini a Roma ove si trova tuttora. La gamba ed il braccio sinistro, col gesto retorico della mano, sono stati integrati successivamente ad opera di Pietro Bracci. Per tutto il XVIII secolo è stata considerata essere come una delle più belle copie romane di scultura greca esistenti.
Faceva parte del bottino artistico di Napoleone Bonaparte secondo il trattato di Tolentino del 1797; è rimasto a Parigi fino al 1815, quando ritornò a Roma dopo la caduta dell'imperatore dei francesi.

## Identificazione
Si è subito pensato potesse rappresentare Antinoo, l'amante adolescente dell'imperatore romano del II secolo Adriano; questo per il volto carnoso, i capelli ricci, il torace ampio e l'aspetto come abbattuto, generalmente inteso come malinconico ed assente. 
In parte a causa proprio della differente pettinatura rispetto agli altri ritratti-tipo di Antinoo è ora considerato come l'esser una copia romana di età imperiale di una statua greca di Ermes, anche se il nome della scultura è rimasto quello originale; un tal cambiamento di identificazione era già incorso ai tempi dello scrittore britannico Augustus Hare alla fine dell'800, come osserva egli stesso nelle sue "Passeggiate a Roma".